# Мехонцев Єгор Леонідович
Єгор Леонідович Мехонцев  (рос. Егор Леонидович Мехонцев, 14 листопада 1984) — російський професійний боксер, олімпійський чемпіон, чемпіон світу та Європи серед аматорів.

## Аматорська кар'єра
На чемпіонаті Європи 2008 завоював золоту медаль.
- В 1/8 фіналу переміг Насі Хані (Македонія) — RSCI 4
- У чвертьфіналі переміг Стівена Сіммонса (Шотландія) — 12-1
- У півфіналі переміг Петрішора Гананау (Румунія) — 5-2
- У фіналі переміг Цолака Ананікяна (Вірменія) — 9-2

На чемпіонаті світу 2009 завоював золоту медаль.
- В 1/32 фіналу переміг Стефана Кебера (Німеччина) — 24-3
- В 1/16 фіналу переміг Ельчина Алізаде (Азербайджан) — 10-0
- В 1/8 фіналу переміг Клементе Руссо (Італія) — 7-5
- У чвертьфіналі переміг Бахрама Музаффера (Туреччина) — 6-0
- У півфіналі переміг Олександра Усика (Україна) — 14-10
- У фіналі переміг Осмай Акоста (Куба) — 12-2

На чемпіонаті Європи 2010 завоював золоту медаль.
- В 1/8 фіналу переміг Стефана Кебера (Німеччина) — 10-2
- У чвертьфіналі переміг Константина Беженару (Румунія) — 10-3
- У півфіналі переміг Дениса Пояцика (Україна) — 8-2
- У фіналі переміг Тервела Пулєва (Болгарія) — 10-1

На чемпіонаті світу 2011 завоював бронзову медаль.
- В 1/16 фіналу переміг Айнара Карлсона (Естонія) — 19-12
- В 1/8 фіналу переміг Маркуса Брауна (США) — 14-6
- У чвертьфіналі переміг Олександра Гвоздика (Україна) — 27-21
- У півфіналі програв Хуліо Сезар Ла Крузу (Куба) — 15-21

### Виступ на Олімпіаді
- 1/8 фіналу. Переміг Дам'єна Гупера (Австралія) — 19-11
- 1/4 фіналу. Переміг Елшода Расулова (Узбекистан) — 19-15
- 1/2 фіналу. Переміг Ямагучі Фалькао Флорентіно (Бразилія) — 23-11
- Фінал. Переміг Адільбека Ніязимбетова (Казахстан) — 15(+)-15

| Олімпіада   | Дисципліна | Місце |
| ----------- | ---------- | ----- |
| Лондон 2012 | 81 кг      | 1     |

## Професіональна кар'єра
Впродовж 2013—2017 років провів 14 боїв на професійному рингу.